# 卡倫德 (愛荷華州)
卡倫德（英語：Callender）是一個位於美國愛荷華州韋伯斯特縣的城市。

## 地理
卡倫德的座標為42°21′45″N 94°17′36″W / 42.36250°N 94.29333°W，而該地的平均海拔高度為351米（即1152英尺）。

## 人口
根據2010年美國人口普查的數據，卡倫德的面積為1.35平方千米，當中陸地面積為1.35平方千米，而水域面積為0.00平方千米。當地共有人口376人，而人口密度為每平方千米278人。